# Őrült és gyönyörű
Az Őrült és gyönyörű (eredeti címe: Crazy/Beautiful) 2001-es amerikai romantikus filmdráma, amelyet John Stockwell rendezett. A forgatókönyvet Phil Hay és Matt Manfredi készítette. A főbb szerepekben Kirsten Dunst és Jay Hernandez. 2001. június 28-án mutatták be az Egyesült Államokban, Magyarországon videókazettán jelent meg 2002. május 16-án.

## Cselekmény
Carlos mexikói származású tinédzser, aki minden nap négy órát ingázik az iskolába. Jó tanulmányi eredményével a tengerészeti akadémiára akar jelentkezni, hogy pilóta lehessen. A tengerparton megismerkedik Nicole-lal, aki büntetését tölti ott, és szemetet szed. Nicole apja kongresszusi képviselő, de feszült a kapcsolatuk, mióta anyja halála óta újraházasodott. A lány sokat bulizik, és mértéktelen az alkohol- és drogfogyasztása.
Különbségeik ellenére Carlos és Nicole egymásba szeretnek. Carlos megpróbálja leszoktatni Nicole-t a tivornyálásról, Nicole pedig elintézi, hogy Carlos repülőleckéket vehessen. Nicole apja felajánlja a fiúnak, hogy segít bejutni az akadémiára, de figyelmezteti, hogy ne randevúzzon Nicole-lal. Közben Carlos családja sincs elragadtatva a lánytól folyamatos büntetései és botrányai miatt. Carlos szakítani kényszerül Nicole-lal, de csak ront a helyzeten, és végül a segítségére kell sietnie.
Nicole apja bentlakásos iskolába akarja küldeni a lányt, ezért Carlos és Nicole megszöknek. Nicole azonban ráébred, hogy akadályozza a fiút az álmaiban, és jobb útra akar térni. A lány visszatér családjához, és kibékülnek. A film végén Carlos pilóta lesz az Egyesült Államok haditengerészeténél.

## Szereplők
| Szerep          | Színész               | Magyar hangja    |
| --------------- | --------------------- | ---------------- |
| Nicole Oakley   | Kirsten Dunst         | Balázsovits Edit |
| Carlos Nuñez    | Jay Hernandez         | Simonyi Balázs   |
| Tom Oakley      | Bruce Davison         | Rosta Sándor     |
| Luis            | Herman Osorio         | Minárovits Péter |
| Eddie           | Miguel Castro         | Előd Álmos       |
| Victor          | Tommy De La Cruz      | Molnár Levente   |
| Hector          | Rolando Molina        | Welker Gábor     |
| Mrs. Nuñez      | Soledad St. Hilaire   | Báthory Orsolya  |
| Courtney Oakley | Lucinda Jenney        | Orosz Anna       |
| Maddy           | Taryn Manning         | Haffner Anikó    |
| Bauer edző      | Richard Steinmetz     | Holl Nándor      |
| Rosa            | Ana Argueta           | Koffler Gizella  |
| Wilcox          | Cory Hardrict         | Halasi Dániel    |
| Foster          | Keram Malicki-Sánchez | Pálmai Szabolcs  |
| Davis           | Matt McKane           | Schmied Zoltán   |
| Mr. Kane        | Kevin Kane            | Imre István      |

## Fogadtatás

### Kritikai visszhang
A film a Rotten Tomatoeson 63%-os minősítést ért el 99 értékelés alapján, az összefoglaló szerint: „A történet nem új, de a filmet dicséret illeti azért, mert megpróbál eltávolodni a műfaj kliséitől. Kirsten Dunst és az újonc Jay Hernandez hihető alakítást nyújtanak.” Jane Crowther a BBC-től azt írta: „[Dunst] intelligens, összetett alakítása Nicole-t bájos, frusztráló, szánalmas és tökös főszereplővé teszi, aki méltó a képernyőre.” Kevin Thomas a Los Angeles Timestól azt írta: „Egy ügyes tinédzser-romantikus bohózat, amely két erős és vonzó alakítást kombinál egy szégyentelen "két különböző világban élnek" cselekményszállal, ami barátságosan szórakoztató hatású.” Roger Ebert azt írta: „Szokatlanul figyelmes film a kamaszkorról.”
A MetaCritic 61 pontot adott a 100-ból 26 vélemény alapján. Dana Stevens a New York Timestól azt írta: „Ez óriási előrelépés az agyatlan, lekezelő tinédzserrománcokhoz képest, amelyek az elmúlt években a mozikban mentek (és gyorsan ki is kerültek onnan). De akár a címéhez is méltó lehetett volna, ha a filmkészítők egy kicsit jobban bíznak magukban és a színészekben.” Todd McCarthy a Varietytől azt írta: „Az előzményekben rejlő jelentős lehetőségeket elherdálja a tinifilmek kliséire, a buta cselekményvezetésre és az életre szóló tanulságok közlése helyett a vidámságra való törekvésre való fokozódó hagyatkozás.” Nicole Arthur a Washington Posttól azt írta: „Meglepően érzelgős tinifilm.”

### Bevétel adatai
A Box Office Mojo szerint a film nyereséges volt. A 13 millió dolláros költségvetésre 19,9 millió dolláros bevételt ért el.